# Герб Нижньої Каліфорнії
Герб вільного і суверенного штату Нижня Каліфорнія — представницький державний символ штату.

## Історія
16 січня 1952 року указ, затверджений президентом Мігелем Алеманом, був опублікований в «Офіційному віснику федерації», який визнав Нижню Каліфорнію 29-м штатом Мексиканської Республіки.
16 серпня 1953 року була оприлюднена Політична конституція вільного і суверенного штату Баха Каліфорнія.
16 лютого 1956 року губернатор Брауліо Мальдонадо Сандес оголосив конкурс на дизайн герба Нижньої Каліфорнії.
Переможцем став Армандо Дельбуа.

## Правова база
«Державний Прапор, Державний Гімн і Державний Герб є обов'язковими символами на всій території держави, але держава має також власний герб. Не може бути інших прапорів, гімнів чи гербів офіційного характеру. Використання державних символів регулюється положеннями федеральних законів».— Політична конституція вільного і суверенного штату Нижня Каліфорнія, глава III, стаття 6.

## Опис і символізм
Сонце, символ світла і невичерпне джерело енергії, тепла і життя, всередині фігури Сонця — легенда «Праця і соціальна справедливість», яка була одним з постулатів Мексиканської революції.
На чолі та по обидва боки — два торси людських фігур, жіночий та чоловічий, з'єднані в центрі руками, з яких виходять промені світла, що символізують енергію.
В іншій руці чоловік тримає книгу, що символізує культуру, в той час як жінка тримає пробірку, що символізує хімію, кут, що символізує інженерію і палицю Асклепія, що символізує медицину. Все це виражає інтелектуальну працю та науку, об'єднані для створення творчої сили.
В одному кінці середньої частини зображено посівне поле, представлене борознами та стилізованими рослинами, що нагадують про сільське господарство як символ держави. На горизонті — гірський хребет, що нагадує про географію держави та її корисні копалини. На іншому кінці середньої частини на передньому плані зображено шестерню, а на задньому плані — фабрику, що працює. Загалом середня частина герба символізує сільськогосподарську, промислову та гірничодобувну діяльність, що здійснюється в державі.
Унизу ви можете побачити пустелю та річку Колорадо, що впадає в море Кортеса або Каліфорнійську затоку, звідки постає постать монаха-місіонера, одного з багатьох, хто колонізував регіон, вони обробляли землю і приносили світло Євангелія до душ перших мешканців краю, монах-місіонер споглядає свою працю з розпростертими обіймами. Постать символізує місіонерське походження Нижньої Каліфорнії та їхню любов до землі та людства.
З боків і з моря виходять дві стилізовані хвилі, які переплітають герб, між хвилями — дві риби, що в сукупності символізують два береги держави.